# Иван Ганчев
Иван Дмитриевич Ганчев е съветски и български строител, два пъти герой на социалистическия труд на СССР.

## Биография
Роден е на 9 декември 1929 г. в украинското село Вячеславка, Приморски район в Украинска ССР в семейство на български преселници. Завършва училище за Фабрично-заводско обучение, с което получава диплома за строител. Първоначално работи като дърводелец в няколко предприятия. През 1956 г. отива в гр. Орджоникидзе, където въвежда поточен метод за строеж на къщи. От 1962 г. е бригадир на зидари в Марганецтрудстрой. На 11 август 1966 г. Върховния съвет на СССР го награждава със званието „Герой на социалистическия труд“ на СССР, орден „Ленин“ и златен медал „Сърп и чук“ за изключителни постижения в изпълнението на седемгодишния план за капитално строителство. Същата година се установява в Никопол, Украинска ССР в строителното управление Гражданстрой, където работи като бригадир. Неговата бригада постига рекорд, като от 90 000 кв. м. жилища, които се строят в Никопол през 60-те и 70-те години, на неговата бригада се падат 60 % от тях. С указа на Президиума на Върховния съвет на СССР е награден с орден „Ленин“ и втори златен медал „Сърп и чук“. От 1985 г. е технолог по строително-монтажните работи в Обединението „Никополстрой“ (част от което е Гражданстрой). Избиран е за делегат на конгреса на КПСС и комунистическата партия на Украйна. Получава още орден „Октомврийска революция“ (1974), два ордена „Червено знаме на труда“ (1958, 1981), Заслужил строител на Украинската ССР (1962), Носител на Държавната премия на Съветския съюз (1975), почетен гражданин на Никопол (1969). Умира на 1 август 2009 г. В град Никопол в Украйна има негов бронзов бюст.